# ذوب‌شدن سوخت هسته‌ای

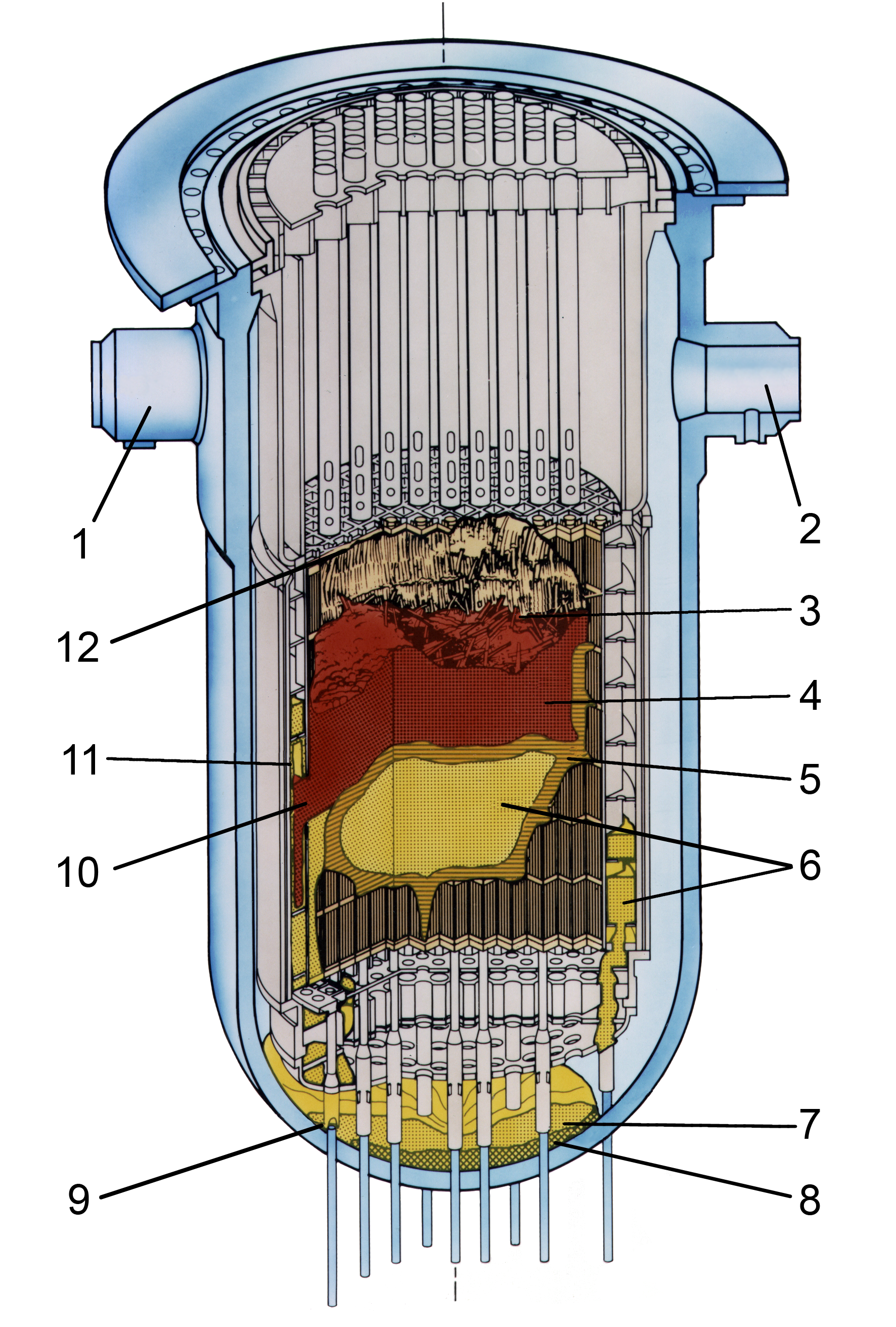
ذوب‌شدن سوخت هسته‌ای در قلب یک رآکتور هسته‌ای

ذوب‌شدن سوخت هسته‌ای یا فروگداخت هسته‌ای فرایندی است که در نتیجه از کار افتادن ناگهانی سیستم خنک‌کننده نیروگاه‌های هسته‌ای و ایجاد حرارت زیاد در رآکتور هسته‌ای، به یک‌باره باعث ذوب‌شدن هسته فلزی رآکتور و لوله‌های حاوی سوخت اتمی می‌شود. 
در نتیجه «ذوب‌شدن سوخت هسته‌ای» و پخش‌شدن مواد رادیواکتیو، امکان به وجود آمدن فاجعه انسانی و خطرات زیست‌محیطی به وجود می‌آید، با این‌حال اگر رآکتور هسته‌ای قبل از ذوب‌شدن بسته شده‌باشد، به میزان قابل توجهی خطر ورود مواد هسته‌ای به زیست‌بوم کم می‌شود.